# Sycomacophila
Sycomacophila is een geslacht van vliesvleugeligen uit de familie Eurytomidae. De wetenschappelijke naam van dit geslacht is voor het eerst geldig gepubliceerd in 2003 door Rasplus.

## Soorten
Het geslacht Sycomacophila omvat de volgende soorten:
- Sycomacophila carolae Rasplus, 2003
- Sycomacophila gibernaui Rasplus, 2003
- Sycomacophila montana Rasplus, 2003